# Camaldoli (Poppi)
Camaldoli è una località situata nel territorio del comune di Poppi, all'interno del Parco nazionale delle Foreste Casentinesi, Monte Falterona e Campigna. La località è meglio nota per la presenza del Monastero di Camaldoli, luogo di origine della Congregazione camaldolese, e dell'Eremo di Camaldoli.
Non molto lontano dal monastero è collocato un laghetto di origine artificiale ma che ormai si è naturalizzato da tempo: il Laghetto Traversari. Vi è l'antica farmacia o laboratorio galenico, in cui i monaci lavoravano spezie e piante medicinali per curare i malati dell'antico "ospitale". L'attuale farmacia, con i pregiati mobili in noce, risale al 1543. Nella chiesa in stile barocco si trovano opere del Vasari.
Divenne nel Rinascimento un importante centro culturale e dopo il 1520 si attivò al proprio interno anche una tipografia.
A pochi chilometri di distanza si trova l'Eremo di Camaldoli, nato poco dopo la fondazione del monastero per ospitare i monaci desiderosi di abbandonare totalmente la vita comunitaria per la clausura in mezzo alla foresta, dove si può ammirare la cella di San Romualdo. I monaci camaldolesi seguono la regola benedettina con l'aggiunta di propri princìpi e norme e sono riuniti nella Congregazione camaldolese dell'Ordine di San Benedetto.